# Wormský edikt

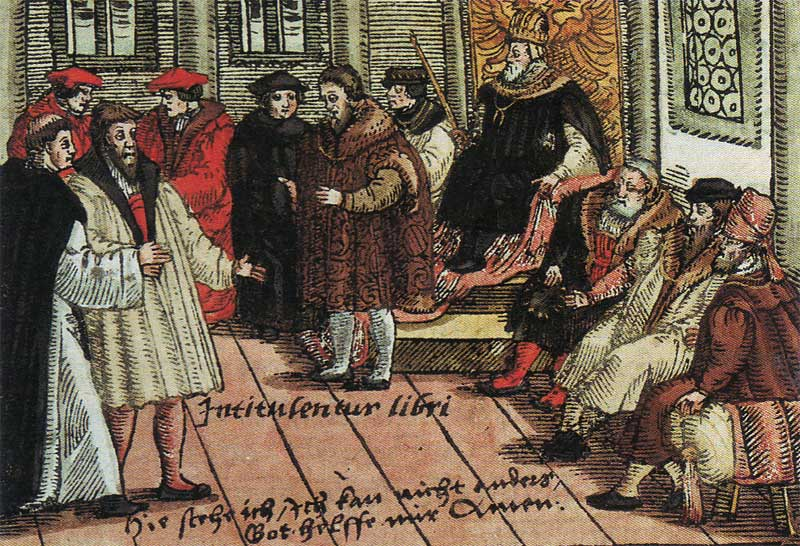
Obhajoba Martina Luthera ve Wormsu. Přepis nápisu z obrázku: Hie stehe ich / Ich kan nicht anders / Got helpfe mir Amen. ("Hier stehe ich. Ich kann nicht anders. Gott helfe mir. Amen.")

Wormský edikt (německy Das Wormser Edikt) je dokument podepsaný a vyhlášený císařem Karlem V. po jednáních na říšském sněmu v katedrále ve falckém městě Wormsu 26. května roku 1521.
Edikt byl namířen proti Martinu Lutherovi a jeho stoupencům. Na základě ediktu byly spáleny Lutherovy knihy i knihy jeho stoupenců a v celé Římské říši byl zakázán tisk knih, které nebyly cenzurovány biskupem. Luther a jeho stoupenci byli odsouzeni k vyhnanství.

## Průběh

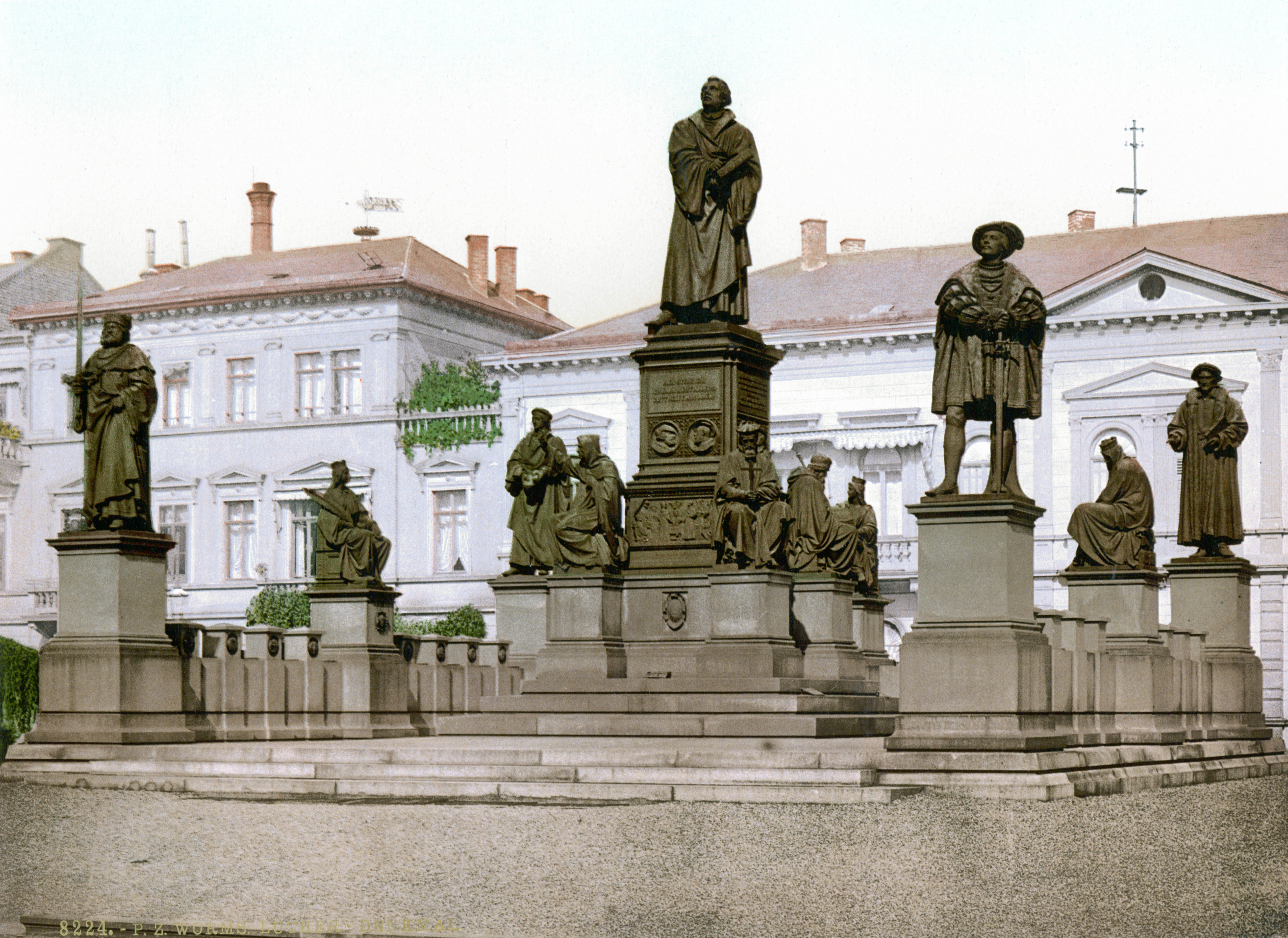
Památník Martina Luthera ve Wormsu.

Martin Luther byl v roce 1521 na Říšském sněmu ve Wormsu naposledy vyslýchán. Protože na dvou jednáních, 17. a 18. dubna nic ze svého učení neodvolal, byla nad ním ediktem z 8. května vynesena říšská klatba. Poté, co říšský sněm 25. května skončil, byl text ediktu 26. května ještě neodcestovavšími účastníky akceptován a nato dán ve známost. Ještě předtím byl Luther papežskou klatbou Decet Romanum Pontificem exkomunikován. Papežská klatba v té době automaticky znamenala i klatbu říšskou, takže přísně vzato byl Wormský edikt nadbytečný.
Wormský edikt zakazoval čtení a šíření Lutherových spisů a nařizoval jejich spálení. Bylo přísně zakázáno poskytnouti Lutherovi přístřeší a měl být každým, kdož by ho zadržel, odeslán do Říma. Luther měl nicméně mocného ochránce, saského kurfiřta Fridricha III. Moudrého, který nechal Luthera bezprostředně unést do azylu na hrad Wartburg; zde reformátor pobýval v letech 1521–1522 a překládal zde Nový zákon.
V roce 1524 vznikl v Řezně spolek jižních katolických států s účastí císařova bratra Ferdinanda I. Habsburského, bavorských vévodů a jihoněmeckých biskupů. Hlavním cílem spolku byla realizace wormského ediktu, tj. eliminace hereze ze států Svaté říše římské.